# Arenophryne
Arenophryne es un género de anfibios anuros de la familia Myobatrachidae que se encuentra en las costas de Australia Occidental.

## Especies
Se reconocen las dos especies siguientes según ASW:
- Arenophryne rotunda Tyler, 1976
- Arenophryne xiphorhyncha Doughty & Edwards, 2008